# Nina Williams
Nina Williams (ニーナ・ウィリアムズ?, Nīna Wiriamuzu) è un personaggio immaginario della celebre serie di videogiochi Tekken, creato dalla Namco, e protagonista del videogioco Death by Degrees. Nina è la donna più potente e temibile di tutta la saga, in quanto a mosse.

## Biografia
Nina è probabilmente il personaggio femminile più noto della serie Tekken ed è l'unica donna ad essere presente in tutti gli episodi del gioco.
Nata nel 1964, fin dall'infanzia è stata istruita dal padre Richard insieme alla sorella Anna nelle arti marziali in stile Aikido, disciplina praticata da Heather Williams, la madre delle bambine.
Dopo la morte della donna, il padre, mercenario per conto del suo paese, porta spesso Nina e Anna con sé nei suoi spostamenti di lavoro, finché un giorno l'aereo militare su cui viaggiano precipita tra le nevi di una montagna. Alcuni soldati rimasti in vita decidono di mettersi in marcia per sopravvivere, impedendo al compagno Richard Williams di portare con sé le figlie, terrorizzate dall'accaduto, poiché avrebbero causato un rallentamento. Cercando di difenderle dai soldati che le allontanano dal padre, tra il mercenario e gli uomini in divisa scoppia una rissa che in breve si tramuta in uno scontro armato. Nel momento in cui Richard si trova in difficoltà Nina, impietrita davanti al padre atterrato, non riesce a passargli un mitragliatore incustodito, causando la morte del padre. Anna, poco più lontana, nel silenzio ormai calato intorno a loro due, s'avvicina alla sorella maggiore in lacrime e le afferra le mani in segno di solidarietà e affetto.
Sarà uno degli ultimi gesti di cuore scambiati tra di loro, perché da lì in poi (non si sa come siano scampate al gelo della montagna) diventeranno sempre più nemiche, accusandosi a vicenda della morte del padre e su chi delle due fosse la preferita.
Le loro strade si divideranno nell'adolescenza, Anna si ritirerà dagli studi mentre Nina diventerà prima un agente delle forze segrete irlandesi e, dopo Tekken 3, un'assassina a pagamento.

## Vicende

### Tekken
Nina viene incaricata da Heihachi Mishima di infiltrarsi nel torneo per raggiungere l'obiettivo datosi da Heihachi di eliminare suo figlio Kazuya Mishima. Nina non riesce nell'intento proprio nell'ultimo momento perché le viene impedito dalla sorella Anna (il cui scopo sembra essere screditare la professionalità di Nina). Il vincitore del torneo sarà proprio Kazuya, che per vendicarsi del padre lo getterà in un dirupo dopo averlo sconfitto.
Nel finale di Nina, si assiste ad una discussione tra le due sorelle Williams, in cui si scopre che Nina ha sottratto una scarpa alla sorella, per prendersi gioco di lei.

### Tekken 2
Una volta fallito l'obbiettivo di uccidere Kazuya, Nina ritenterà in Tekken 2 ma fallirà nuovamente sempre per colpa della sorella. Nel finale Nina si trova nel cimitero in cui è stato sepolto suo padre, per una visita al genitore. In questo frangente si incrocia con Anna, non ingaggiando, però, nessun conflitto.
Verrà catturata e sottoposta a esperimenti di ibernazione che la terranno addormentata per 19 anni in una macchina crio-indotta.

### Tekken 3
Trascorso tale periodo, gli scavi archeologici di Heihachi Mishima portano alla luce il Dio della lotta Ogre, che ormai risvegliato inizia a girare in modo devastante il mondo alla ricerca dei migliori combattenti per assimilare le loro arti marziali e ucciderli. Scossa da tale potere sovrumano, la mente di Nina cade sotto controllo di True Ogre, che ne causa il risveglio e il cui piano è far eliminare Jin Kazama da Nina stessa, la quale combatterà durante tutto il Torneo senza rendersi conto di ciò che stia realmente facendo. Sarà proprio lo stesso Jin ad aiutarla a liberarsi dal controllo di Ogre. Allo stesso modo, Anna, che 19 anni addietro si fece ibernare per non invecchiare mentre la sorella "giovava" di questo trattamento, viene risvegliata dai dottori come lasciato detto prima che fosse addormentata criogenicamente.
Nel finale Anna è intenta a far recuperare la memoria temporaneamente perduta di Nina, senza ottenere successo; nel cimitero dove è sepolto il padre, Nina subisce uno shock confusionario, che la induce ad allontanare la sorella dalla sua esistenza.

### Tekken 4
Due anni dopo essere stata liberata del controllo di Ogre che le causò una grave amnesia e dopo aver fallito l'obiettivo di uccidere Jin Kazama nel corso del 3º torneo di lotta, Nina riceve una richiesta dalla mafia: assassinare l'inglese Steve Fox, una promettente stella del pugilato. Nina scoprì, durante il suo sonno, di aver ricevuto diversi soprusi, tra cui l'inseminazione artificiale; scoprirà, senza nessun fremito particolare, che l'obiettivo è il suo stesso figlio, concepito forzatamente nel corso del suo sonno criogenico e ormai cresciuto quasi della sua stessa età. Così, Nina s'infiltra nel IV Torneo del Pugno d'Acciaio per completare la missione.
Il finale raffigura Nina in procinto di assassinare il pugile inglese, ma proprio nel momento in cui sta per sparare al suo obiettivo, dalla finestra di un hotel, ha dei ripensamenti, rinunciando all'omicidio. Intercettata dal detective Lei Wulong, in quegli istanti, Nina abbandona la sua stanza, passando per una finestra, incrociandosi nella fuga proprio con il figlio. I due si guardano; Steve salva sua madre, mettendola al riparo dal poliziotto, ricevendo per contro un semplice "Grazie" dalla ragazza.

### Tekken 5
Durante il 4º torneo, Nina è pronta per sparare a Steve con il cecchino dalla finestra di un hotel, ma non riuscirà a premere il grilletto proprio all'ultimo istante. Tempo dopo Lei Wulong distrugge il Sindacato, e Nina non ha più motivo di completare la missione. Decisa così a recuperare la memoria, telefona alla sorella Anna chiedendo di incontrarsi. Nel momento in cui le due si rincontrano, i ricordi di Nina riaffiorano istantaneamente e senza esitazione iniziano a scontrarsi armate per alcuni giorni; capendo di non potersi uccidere a vicenda, decidono di sistemare la questione nel prossimo imminente torneo di lotta: Tekken 5. Lo scontro si conclude proprio con la vittoria della sorella maggiore che, di fronte alla richiesta di Anna di ucciderla, si rifiuta di ottemperare alla supplica.
Al termine del torneo, viene notata da un regista che, appassionatosi alla vicenda delle due sorelle, le offre un ruolo da coprotagonista in un film, affiancata da Anna. Nina, inizialmente titubante, accetta. Sul set, le due ragazze mettono in atto la loro reciproca rivalità, con Nina che inizialmente viene quasi denudata da Anna, di fronte all'intero cast e con la sorella maggiore che si vendica, facendo esplodere il palazzo su cui erano state girate le scene della pellicola.
Sub-boss di Nina sono: Raven e Anna Williams. Nina è sub-boss di stage 7 Anna Williams

### Tekken 6
Dopo aver finalmente sconfitto sua sorella Anna nel corso del 5º torneo, Nina Williams non ha più obiettivi. Jin Kazama, recentemente nominato presidente della Mishima Zaibatsu, la recluta come membro delle sue forze speciali e come guardia del corpo personale. Senza porsi alcuna questione morale nei confronti dei suoi clienti, la donna inizia a girare il mondo prendendo parte alle operazioni segrete di demolizione della Tekken Force. Mentre il conflitto tra la Mishima Zaibatsu e la G Corporation s'intensifica, la Mishima Zaibatsu annuncia il sesto Torneo del Re del Pugno di Ferro. Nina decide d'iscriversi per eliminare chiunque ponga una minaccia nei confronti di Jin Kazama.
Nello scenario della campagna del gioco, è possibile vedere Nina che affianca Jin, sempre disposta a proteggerlo e ad aiutarlo. Il motivo della fedeltà della donna nei confronti del ragazzo è dovuto al fatto che Jin l'abbia liberata dal controllo mentale di Ogre durante gli avvenimenti di Tekken 3. Alla fine della campagna, dopo che Jin viene sconfitto da Lars, Jin svela i suoi piani e il motivo della sua malvagità. Il combattente si sacrifica per uccidere il demone Azazel. Si viene a conoscenza del fatto che Nina avesse cognizione dei piani di Jin, dato che quest'ultimo le aveva confidato segretamente le proprie intenzioni. In seguito Nina si ritira con un elicottero della Mishima Zaibatsu. Dopo la scomparsa di Jin, è ignoto se prenderà il controllo della società.
Nel finale si scontra nuovamente con Anna, sconfiggendola.
Sub-boss di Nina nella modalità storia sono: Anna Williams e Kazuya Mishima.

### Tekken 7
Nel settimo episodio della serie, si scopre che Nina abbia preso temporaneamente le redini della Mishima-Zaibatsu, in virtù dell'assenza del precedente comandante Jin Kazama. Viene successivamente riallocata da Heihachi Mishima, nuovo leader della società, come comandante in seconda, ruolo molto simile a quello che occupava con Jin. Nella lotta per la conquista del mondo tra la G-Force e la Zaibatsu, Nina ricopre un ruolo determinante, in quanto parteciperà attivamente ad ogni fase principale del conflitto. Durante la missione di recupero di Jin Kazama, preso in custodia da Lee, con la collaborazione di Alisa e Lars, Nina fallisce il suo obiettivo principale, rimanendo coinvolta in un'esplosione, provocata dallo stesso Lee, rimanendo del tutto illesa. Dopo questo evento, Nina decide di abbandonare la società Mishima, dedicandosi nuovamente alla sua professione di assassina a pagamento. Durante la sua prima missione, che prevede la sua infiltrazione sotto le vesti di sposa in una famiglia mafiosa, Nina si imbatte nel suo figlio biologico Steve. Dopo un breve scambio, la ragazza rivela a Steve di essere effettivamente la genitrice del pugile, illustrandogli le vicende che hanno portato alla sua procreazione. Differentemente per quanto avviene in Tekken 4, Nina dimostra una sostanziale freddezza nei confronti del figlio, asserendo di non nutrire alcun interesse nei confronti del ragazzo; il suo atteggiamento è comprensibile, giudicando l'ambiguità del rapporto con Steve Fox e allo stesso tempo compatibile con il carattere di Nina che difficilmente lascia trasparire i propri sentimenti in presenza di altri.

### Tekken: Bloodline
Nell'anime Tekken: Bloodline, Nina partecipa al Torneo ma viene sconfitta da Ling Xiaoyu.

### Tekken 8
Sei mesi dopo gli eventi di Tekken 7, Nina viene assunta da Kazuya e lavora quindi per la G Corporation. Questa volta, nella storia ha un ruolo più marginale. Combatterà contro Reina e dopo lo scontro, quest'ultima, impressionata dalle abilità di Nina, le chiederà di lavorare per lei. Nina accetterà di negoziare con Reina dopo che la sua vacanza sarà terminata. Questo lascia intendere che nel prossimo episodio della serie, Nina potrebbe lavorare per Reina.
Nel suo finale arcade, Nina lascia un messaggio a Lee fissando un incontro allo Smith Cafe. Si scoprirà subito che il motivo per cui Nina ha voluto incontrare Lee fosse prendersi la rivincita per quando Lee fece esplodere l'edificio con Nina dentro. Dopo averlo steso, Nina se ne va gettando una granata, e si lascia alle spalle Lee in mezzo all'esplosione.

#### Tekken Comic
Nina appare nel Tekken Comic a fianco a Jin Kazama. Ella combatterà anche contro Lili, dopo che aveva tentato di ucciderla ma verrà sconfitta da Panda.

### Tekken(film)
Il film di Tekken non è affatto fedele al gioco tanto che nel film Nina e Anna sono alleate e lavorano per Kazuya, cosa impossibile visto che Nina odia sia Anna che Kazuya.